# Boeing X-40
L'X-40 o X40-A è un velivolo sperimentale senza pilota destinato al volo spaziale ed il rientro a terra. È una versione più piccola dell'X-37 costruito per testarne l'aerodinamica e altre caratteristiche. Una volta messo in quota può volare ed atterrare autonomamente in modo da essere riutilizzato per voli successivi. Il progetto è sviluppato dalla NASA in collaborazione con la Boeing.

## Impiego operativo
Il prototipo dell'X-40A ha eseguito, con successo, 7 voli di test tra il 2000 ed il 2001 che ne hanno confermato la stabilità aerodinamica.
Il volo finale è stato effettuato il 17 maggio 2001.

## Esemplari attualmente esistenti
Dopo la sua dismissione, il prototipo X-40A è stato immagazzinato nello stabilimento Boeing a Seal Beach, in California.